# Stabilimento Tecnico Triestino
El Stabilimento Tecnico Triestino (STT) fue una compañía austrohúngara de construcción naval fundada en 1857, con sede en Trieste, principal contratista de la Armada Imperial y Real Austrohúngara. Entre 1884 y 1914, la compañía construyó 13 de los 16 acorazados de la Armada, incluyendo 3 de los 4 de la Clase Tegetthoff: el SMS Viribus Unitis, el SMS Tegetthoff y el SMS Prinz Eugen.
Durante la Primera Guerra Mundial cambió su nombre italiano por el más patriótico de Austriawerft. Tras la derrota de Austrohungría, Trieste pasó a formar parte de Italia, y sus astilleros siguieron construyendo para su nuevo país, con encargos como el crucero Trieste para la Regia Marina, o el transatlántico Conte Grande para la Lloyd Sabaudo. El STT se fusionó en 1929 con otro constructor naval, el Cantieri Navale Triestino, formando el Cantieri Riuniti dell' Adriatico (CRDA). Como CRDA Trieste, sus astilleros siguieron activos tras la Segunda Guerra Mundial, pasando formar parte del Grupo Fincantieri en 1984.
- Datos: Q502713